# 萧道宁
萧道宁（?—?），辽国（契丹）政治人物。辽圣宗的属下的宰相。
乾亨四年（982年）秋十月初三辛酉，辽圣宗以南院大王耶律勃古哲总领山西诸州事，北院大王、于越耶律休哥为南面行军都统，奚王和朔奴为副，同政事门下平章事萧道宁率领本部军驻南京。统和元年（983年）三月辛巳，辽圣宗以国舅、同平章事萧道宁为辽兴军节度使，赐号忠亮佐理功臣。五月初一丙辰朔，国舅、政事门下平章事萧道宁为皇太后萧绰庆寿，请回到父母家行礼，齐国公主和命妇、群臣各进献礼物。辽圣宗设宴，赐国舅帐年物有差。统和三年（985年）五月癸酉，辽圣宗以国舅萧道宁同平章事、知沈州军州事。七月廿四丁卯，辽圣宗遣使查阅东京诸军兵器和东征道路。任命平章事萧道宁为昭德军节度使，武定军节度使、守司空兼政事令郭袭为天平军节度使，大同军节度使、守太子太师兼政事令刘延构为义成军节度使，赠尚父秦王韩匡嗣为尚书令。